# Grammodes ocellata
Grammodes ocellata  là một loài bướm đêm thuộc họ Erebidae. Nó được tìm thấy ở nửa phía bắc Úc.
Sải cánh dài khoảng 40 mm.
Ấu trùng ăn Phyllanthus maderaspatanus.

## Hình ảnh

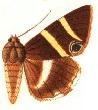
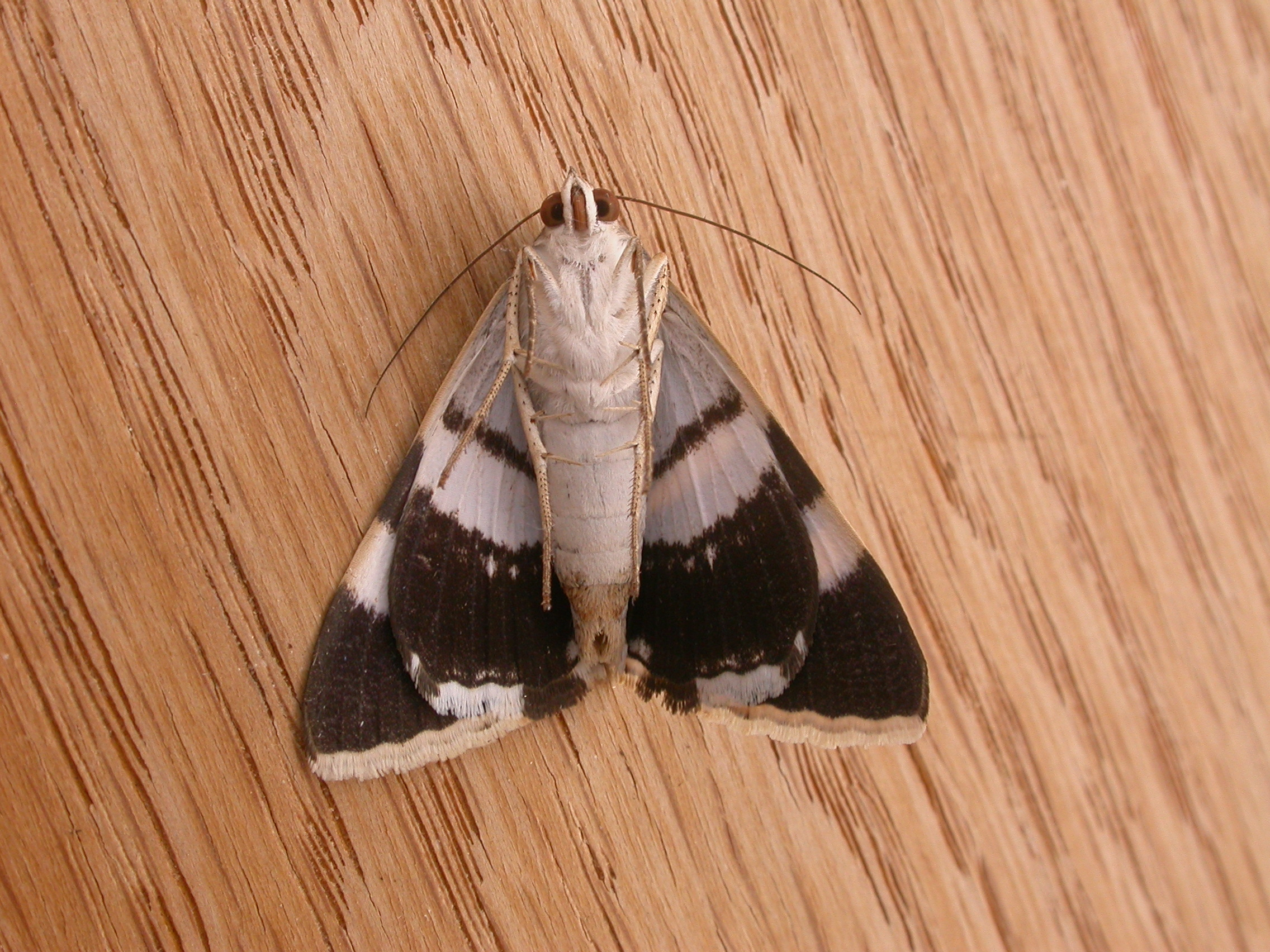